# Kapena
Kapena S.A. – były polski producent autobusów i trolejbusów, który zajmował się również naprawą i modernizacją autobusów i silników. Głównym udziałowcem fabryki była włoska firma Cacciamali. Siedziba przedsiębiorstwa Kapena S.A. mieściła się w miejscowości Włynkówko koło Słupska.

## Historia

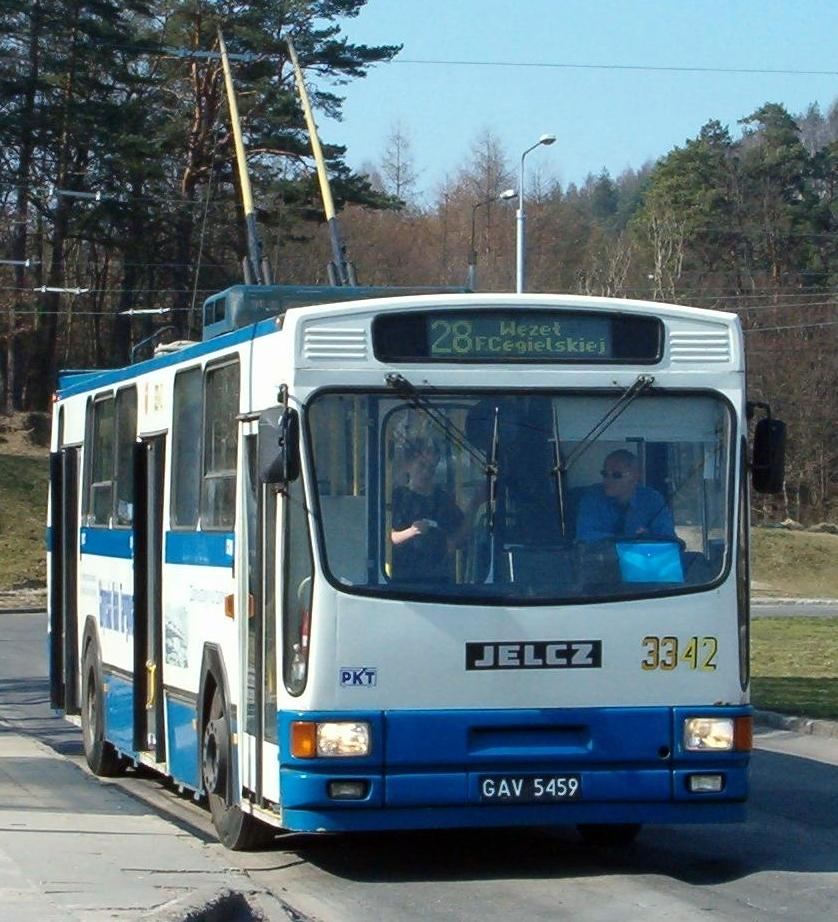
Trolejbus Jelcz PR110E z 1988 w Gdyni wykonany w firmie KPNA na bazie autobusu Jelcz PR110M

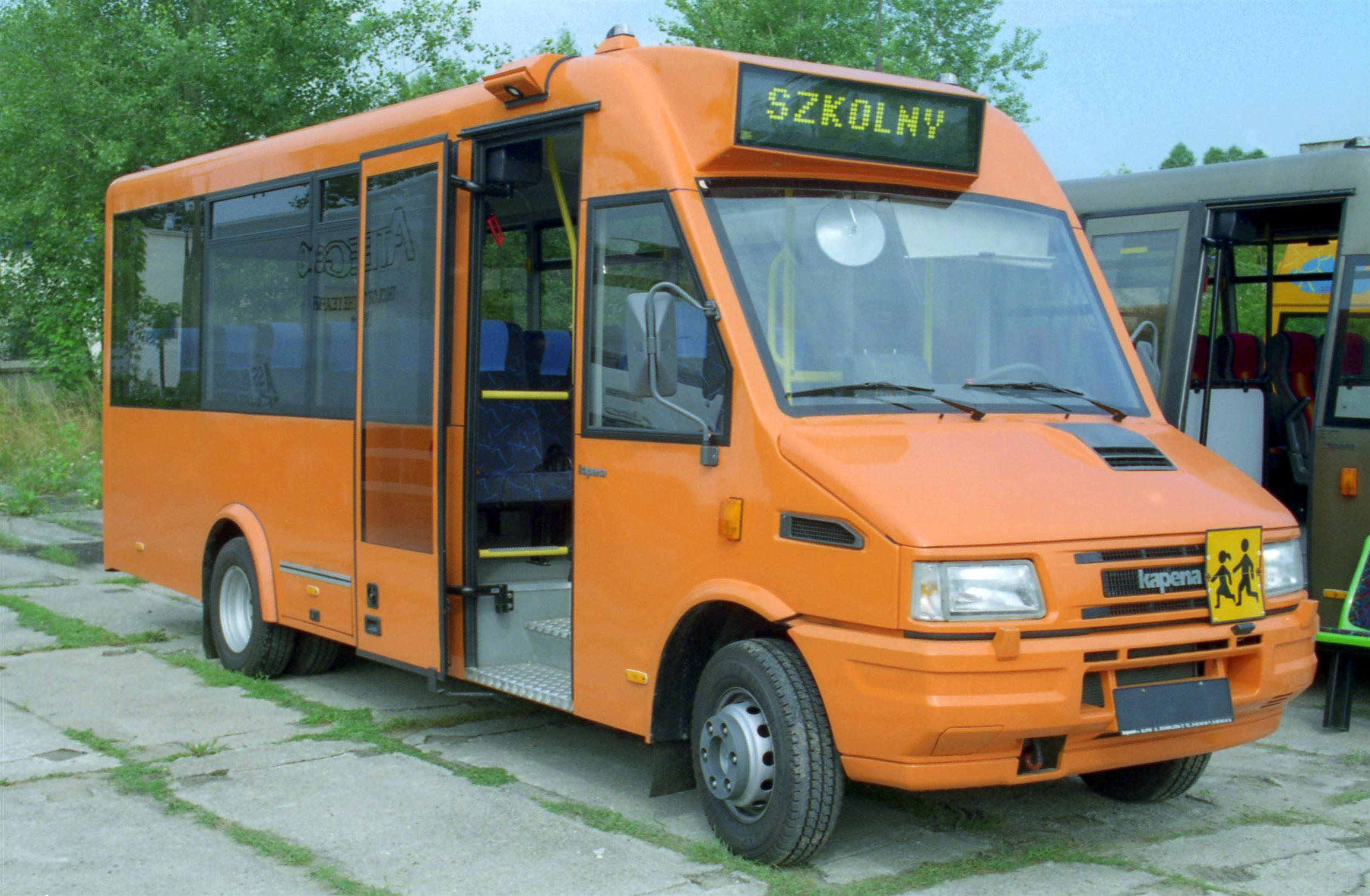
Kapena City z 1999 jako autobus szkolny

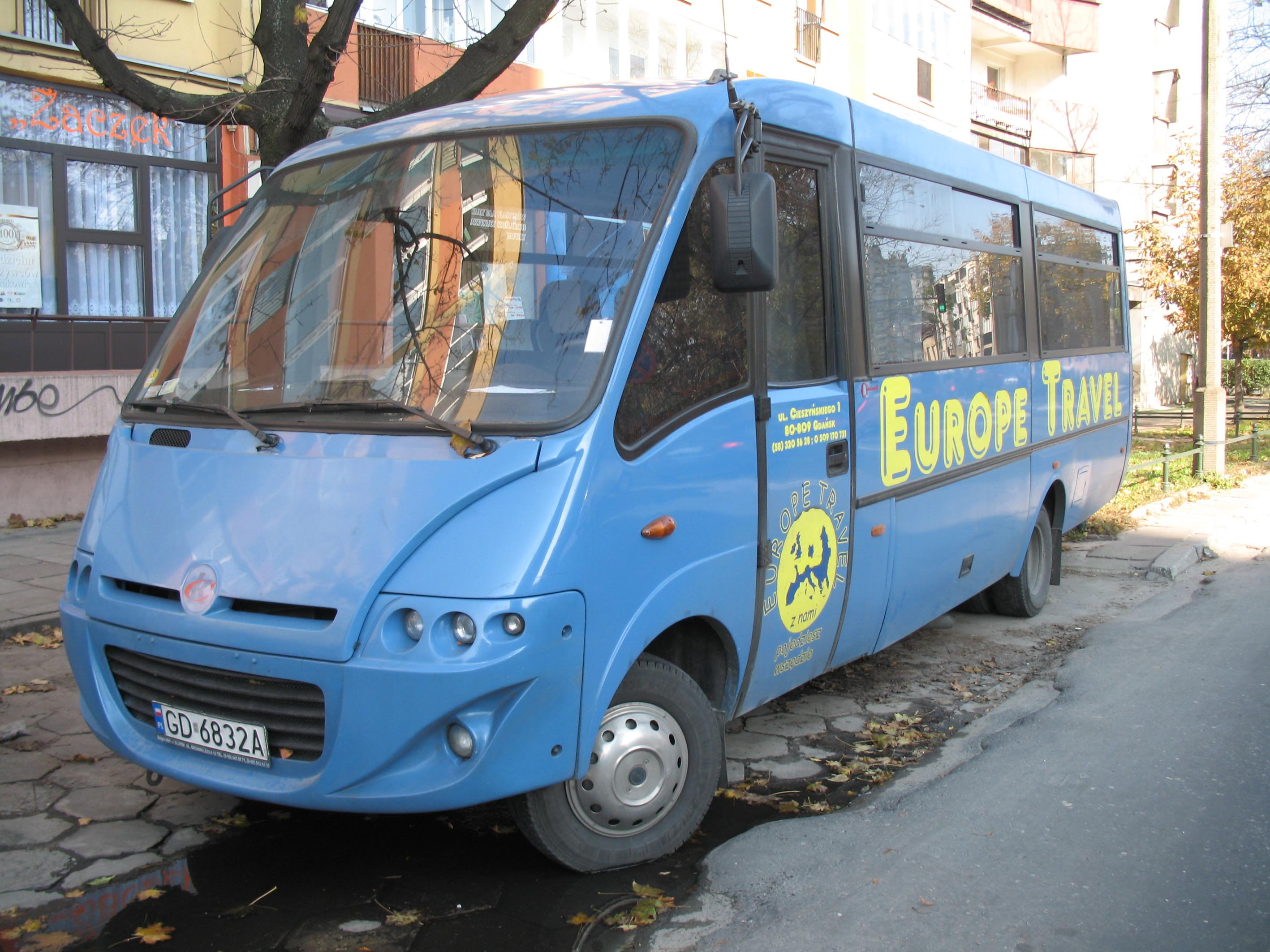
Kapena Thesi Intercity z 2004

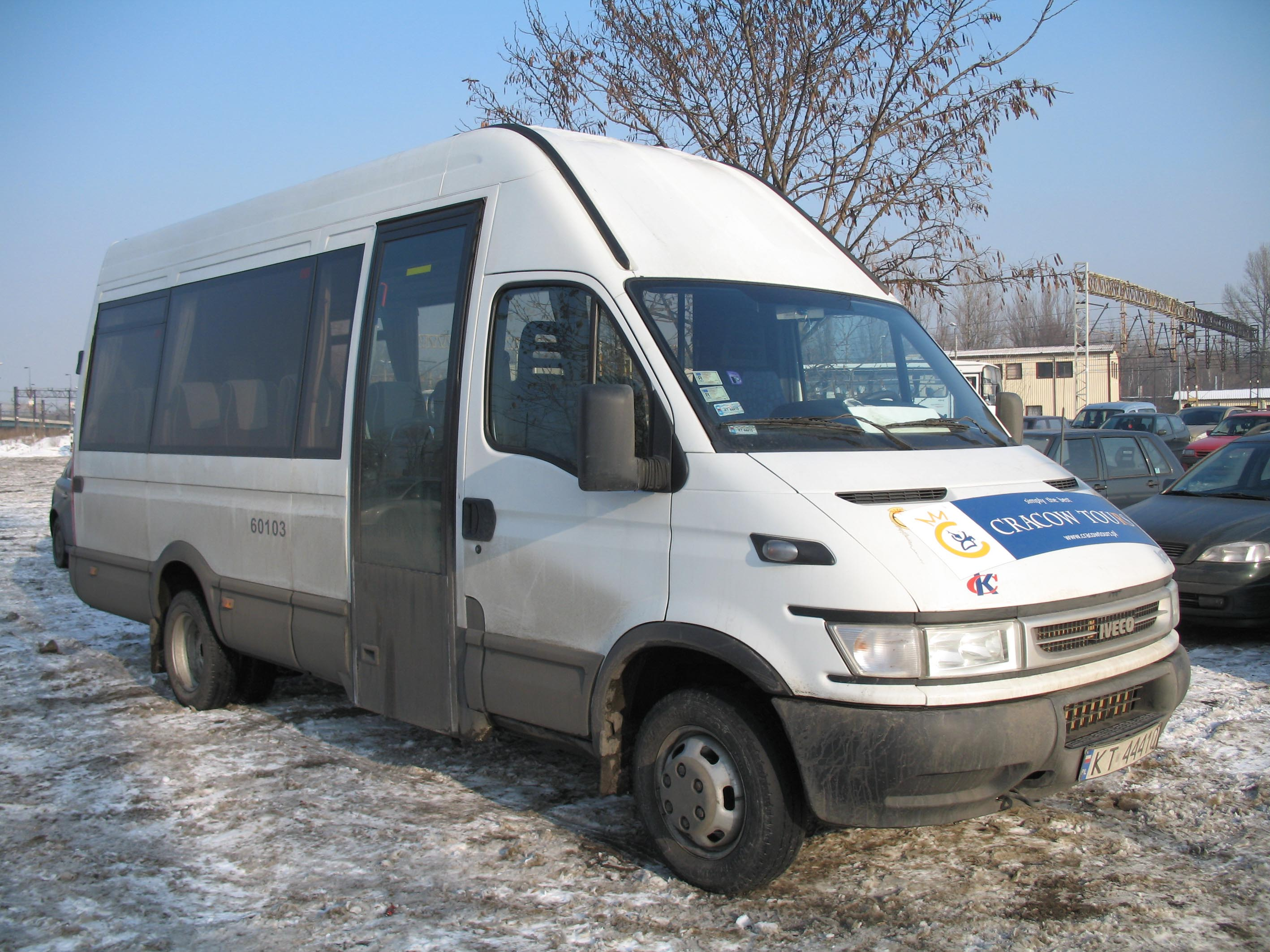
Kapena 50C13 Daily Intercity z 2006

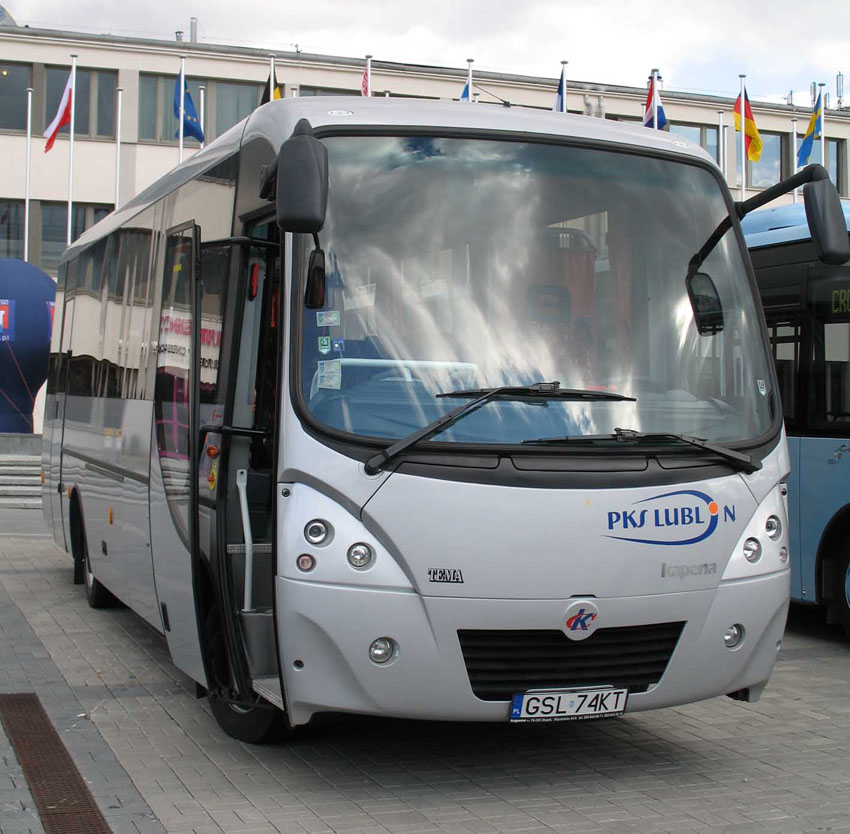
Kapena Tema na targach Transexpo 2007 w Kielcach

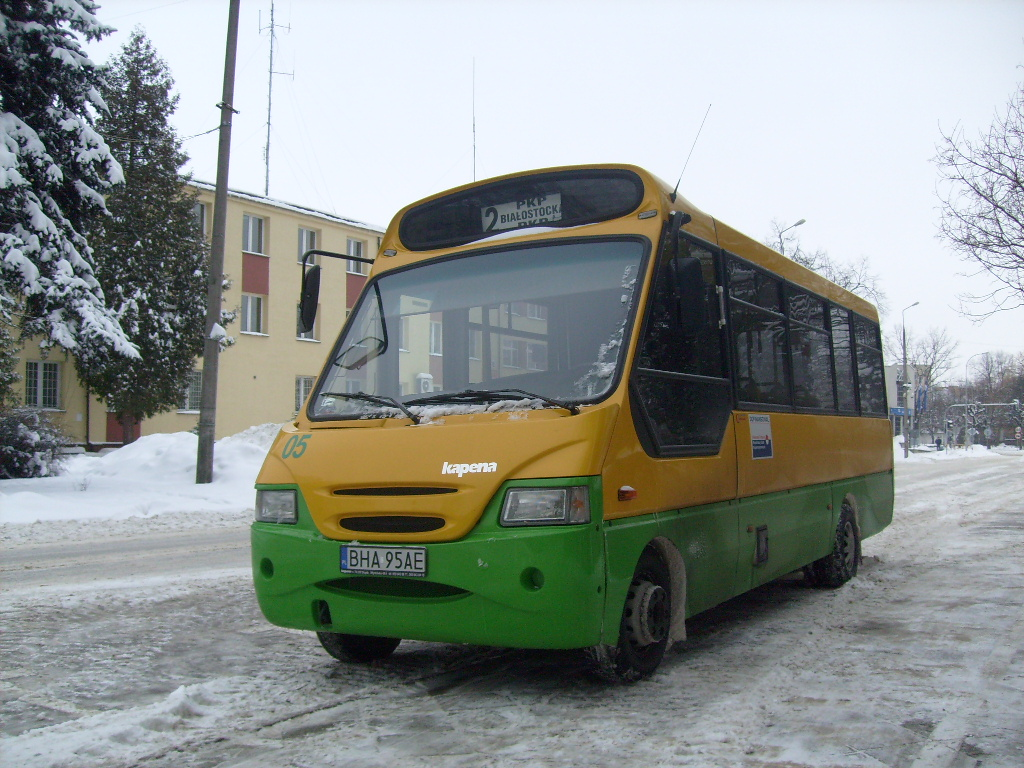
Kapena Thesi City, ZKM w Hajnówce

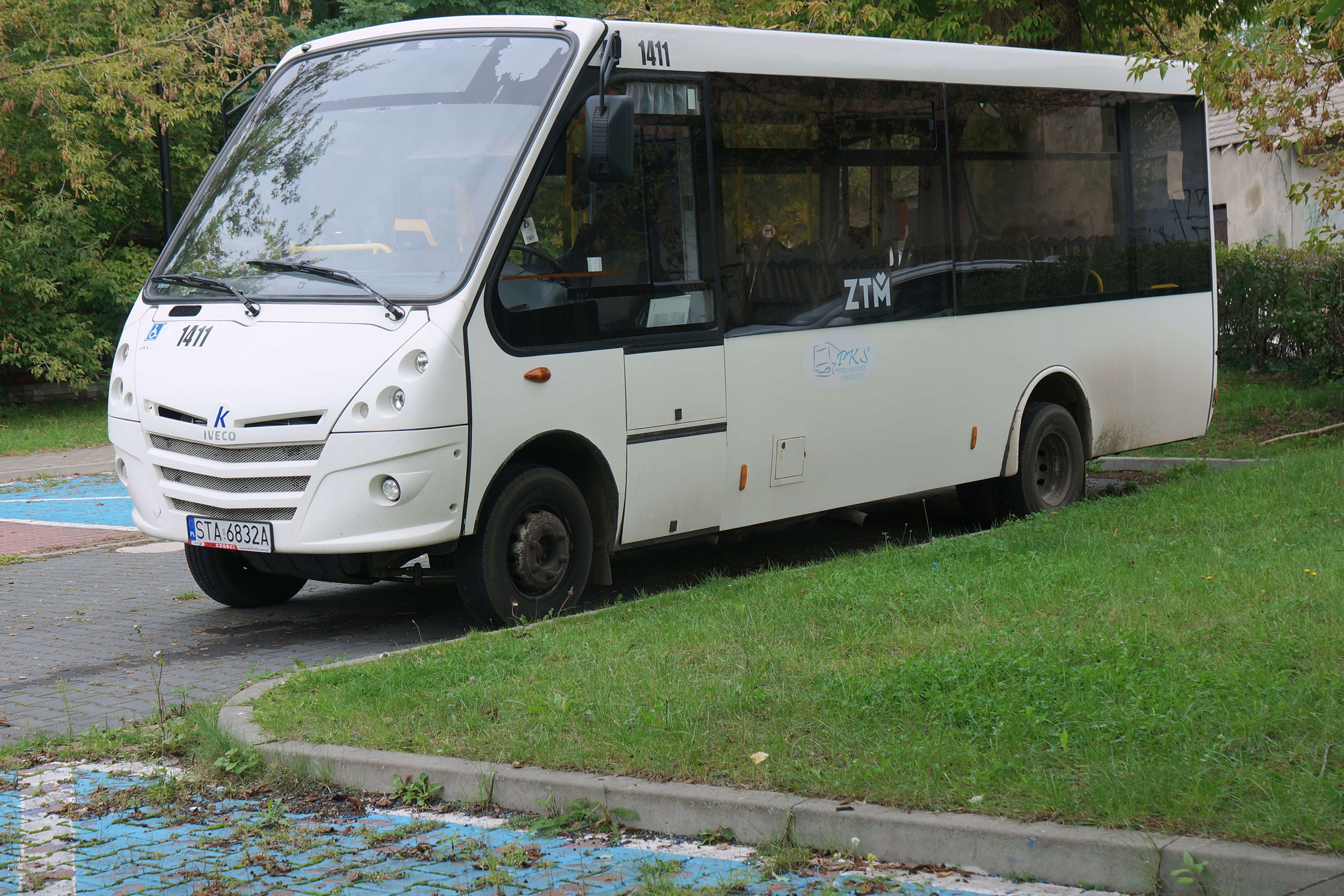
Kapena Urby w Siewierzu

### Geneza
Rozwój przemysłu w Słupsku nastąpił dopiero po II wojnie światowej. Najwcześniej uruchomiono zakłady meblarskie. Na przełomie lat 60 i 70. w mieście i okolicach rozwijał się przemysł elektromaszynowy. Powstały wówczas fabryka obrabiarek SAFO, fabryka maszyn rolniczych AGRO-FAMAROL oraz zakłady produkujące maszyny dla leśnictwa.
Naprawy autobusów w większych zakładach komunikacji odbywały się w zajezdniach wyposażonych w kompletne warsztaty. W mniejszych miastach ze względu na małą liczbę taboru uruchamianie własnych zakładów było pozbawione ekonomicznego sensu. Zakłady komunikacji z tych miast zlecały naprawy w zakładach zewnętrznych. Pierwszym takim zakładem w Polsce były założone w 1946 r. Kujawskie Zakłady Naprawy Samochodów. Przedsiębiorstwo oprócz napraw autobusów zajmowało się też naprawami ciężarówek.

### Początki
„Kapena” powstała w 1968 w Słupsku jako „Komunalne Przedsiębiorstwo Naprawy Autobusów” (KPNA). Główną działalnością przedsiębiorstwa były naprawy autobusów dla przedsiębiorstw komunikacji miejskiej. Pierwszym pojazdem wyremontowanym przez słupski zakład był Jelcz 272 MEX dla MPK Poznań.

### Lata 80. i budowa trolejbusów
W latach 80. w Polsce powstały nowe sieci trolejbusowe, między innymi w 1985 otwarto sieć w Słupsku. Spowodowało to duże zapotrzebowanie na tabor trolejbusowy. W 1986 zakład rozszerzył swoją działalność o budowę trolejbusów na podstawie gotowych nadwozi (bez silnika) Jelcza PR110, a od 1992 Jelcza 120M.

### Lata 90.
W latach 90. liczba remontów spadła, gdyż rolę zakładów naprawczych przejęli producenci autobusów. Wobec braku zamówień na remonty dyrekcja zakładu wraz z wojewodą słupskim zaczęli szukać inwestora zagranicznego. W 1992 Kapena rozpoczęła współpracę ze szwedzką Scanią. Początkowo fabryka produkowała ciężarówki. W 1994 rozpoczęto produkcję autobusów mini na podstawie podwozi furgonetek Iveco. Włoski producent wcześniej podjął próbę współpracy z sanockim Autosanem, lecz produkowane tam autobusy był zbyt duże dla podwozi Iveco Daily. W 1995 r. Komunalne Przedsiębiorstwo Napraw Autobusów Kapena Słupsk wyprodukowało ostatni trolejbus Jelcz 120ME, a produkcja tych pojazdów została przeniesiona do zakładów Trobus w Gdyni. W latach 90. XX wieku nazwę zmieniono na „Kapena” Przedsiębiorstwo Państwowe, które następnie zostało przekształcone w jednoosobową spółkę akcyjną Skarbu Państwa „Kapena” SA, po czym sprywatyzowane. W 1997 Kapena zaczęła produkować model Kapena City. Minibus ten powstał na podwoziu samochodu dostawczego Iveco Turbo Daily, z którego zaadaptowano również przód i napęd. W 1998 podjęto współpracę z innym włoskim producentem autobusów, spółką Cacciamali SpA. Wówczas do produkcji weszły modele City C oraz 9 metrowy TCM920 Europolis. W 2000 włoski koncern został głównym udziałowcem Kapeny.

### XXI wiek
1 stycznia 2003 Kapena stała się głównym przedstawicielem koncernu Irisbus w Polsce. Jednocześnie w miejsce Scanii-Kapeny powstała firma Scania Production Słupsk, która zajęła teren fabryki w Słupsku. „Nowa” Kapena SA zbudowała zakład w leżącym w gminie Słupsk Włynkówku, rozpoczynając produkcję autobusów marki Irisbus. Oprócz tego kontynuowano produkcję modeli Kapena Thesi / Urbanino, Kapena MidiRider oraz Kapena Tema. W tym samym roku władze Irisbusu zdecydowały się produkować autobusy wyłącznie pod marką Irisbus, co spowodowało likwidację marki Kapena. 28 grudnia 2007 Irisbus wygrał przetarg na dostawę autobusów szkolnych dla polskich szkół. 21 Irisbusów Tema zostało wyprodukowanych w fabryce Kapena. Dostawy dla szkół spowodowały napływ zamówień na ten model między innymi z policji. Kapena w trzech pierwszych kwartałach 2008 stała się drugim pod względem sprzedaży producentem autobusów w Polsce, przegrywając tylko z Solarisem. Czwarty kwartał był jednak gorszy niż 3 poprzednie, co spowodowało, że ostatecznie w 2008 Kapena spadła na trzecie miejsce - po Solarisie i Autosanie.
W 2017 roku spółka ogłosiła bankructwo. Produkcję w fabryce Kapeny kontynuuje do dziś spółka MMI Sp. z o.o. z Redzikowa. Firma ta kontynuuje produkcję minibusów Urby i Thesi na bazie samochodów dostawczych Iveco Daily; zajmuje się też zabudową minibusów na bazie Mercedesa Sprintera, produkuje mały autobus turystyczny Movéo na podwoziu samochodu ciężarowego Iveco Eurocargo i jest wyłącznym przedstawicielem na Polskę tureckiego producenta autobusów Karsan.

## Ostatnio produkowane modele
Na bazie Iveco Daily:
- 50C13 Daily City – miejski
- Thesi Urbanino 65C15 – miejski
- Urby – miejski
- 50C13 Daily Intercity – lokalny
- Thesi Intercity 65C15 – lokalny lub kombi
- Thesi Szkolny – szkolny (gimbus)

Na innych podwoziach Irisbus:
- Tema Intercity 100E22 – lokalny
- Tema Szkolny – szkolny
- MidiRider 395E – lokalny lub kombi

Pod marką Irisbus:
- Proxys
- Proway

## Modele historyczne
- Kapena Ambra Intercity 12.227
- Kapena City 7,5
- Kapena Euro polis TCM920
- Kapena Falcon
- Kapena Intercity
- Kapena Thesi City 59E12
- Kapena Thesi City 65C15
- Kapena Thesi Intercity 59E12
- Kapena Tema Intercity 100E18
- Kapena Tema Intercity 100E21

## Naprawa autobusów
- Ikarus 260
- Ikarus 280
- Jelcz L11
- Jelcz M11
- Jelcz PR110M